# ORF-Sommerkabarett

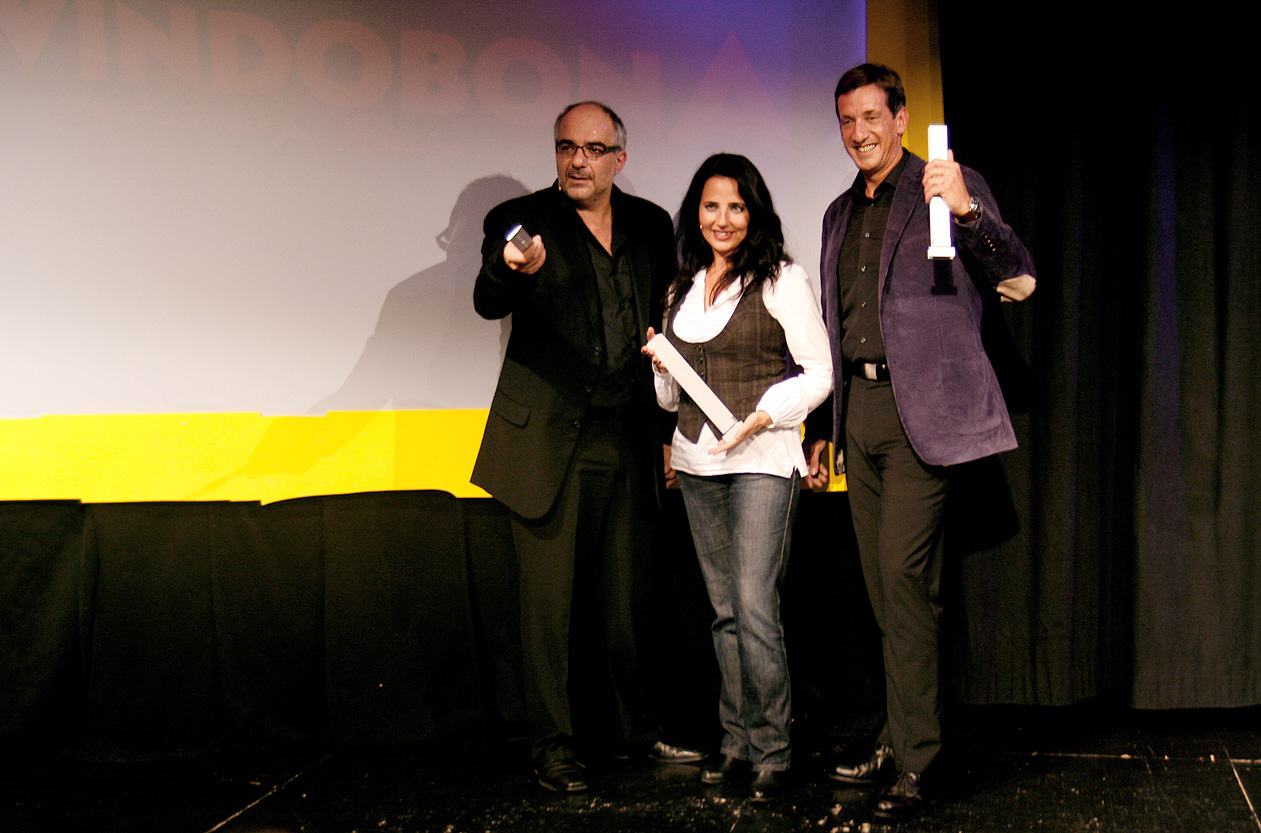
Michael Niavarani, Nadja Maleh und Viktor Gernot beim Kabarettpreis 2010

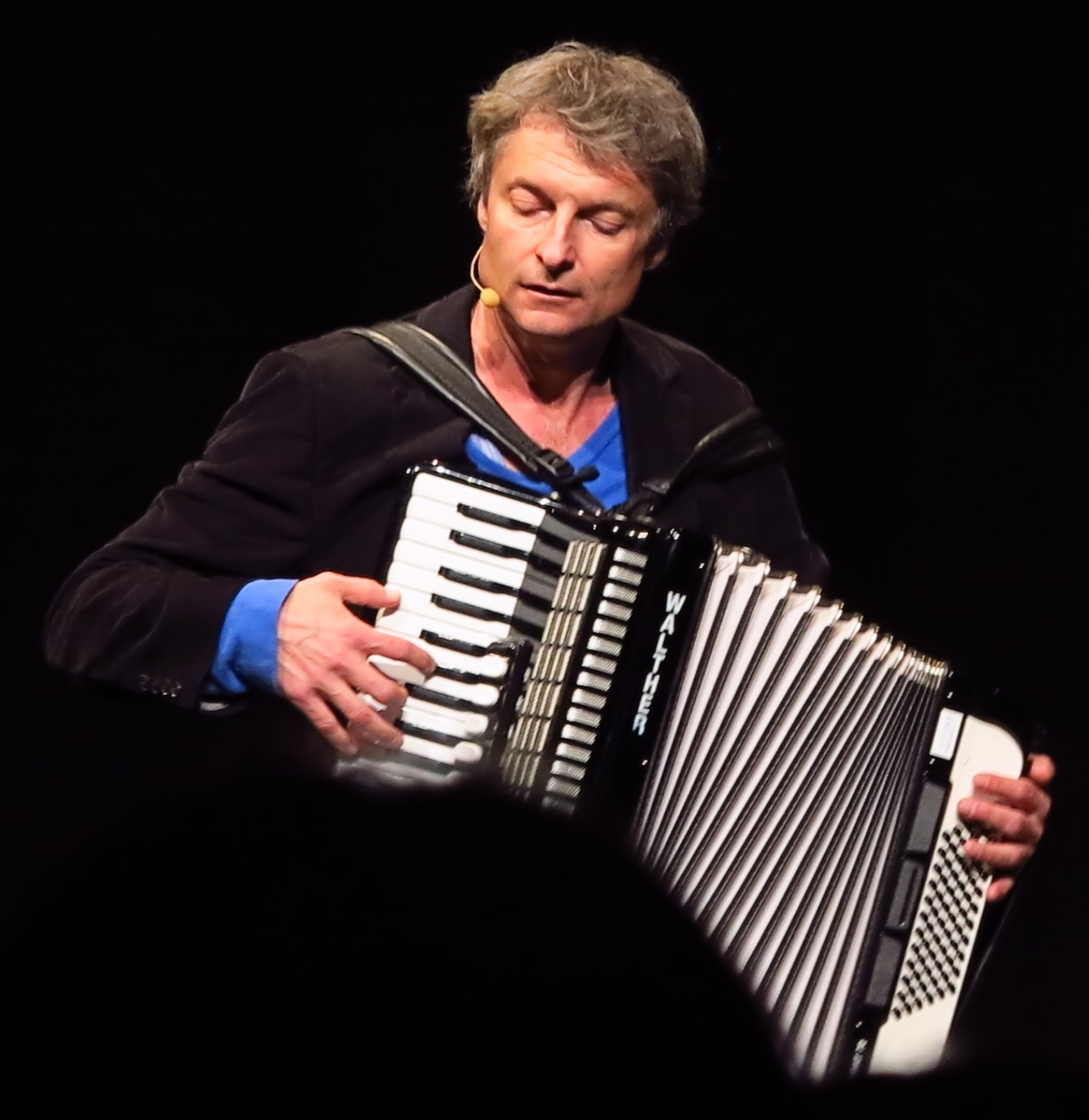
Alfred Dorfer

Das ORF-Sommerkabarett ist eine Sendereihe des österreichischen Rundfunks, die seit 2000 jeweils im Sommer an Donnerstagen in der Schiene Donnerstag Nacht um etwa 22:45 Uhr, 2013 bis 2016 an Dienstagen in der Schiene DIE.NACHT bzw. seit 2017 an Freitagen um 20:15 Uhr auf dem Sender ORF eins ausgestrahlt wird. Es werden die besten Programme österreichischer Kabarettisten präsentiert.

## Programm 2011
Das Programm für 2011 sah neun Sendetage am Donnerstag vor, die 13 Kabarettisten präsentieren:
- Josef Hader: Hader spielt Hader (Ausstrahlung am 14. Juli und am 11. August 2011)
- Nadja Maleh: Radio-Aktiv (Österreichischer Kabarettförderpreis 2010) (Ausstrahlung am 28. Juli 2011)
- Weinzettl & Rudle: Brutal normal (Ausstrahlung am 4. August 2011)
- Klaus Eckel: Alles bestens, aber… (Deutscher Kabarettpreis 2010) (Ausstrahlung am 18. August 2011)
- Andreas Vitásek: 39,2 Grad – ein Fiebermonolog (Ausstrahlung am 25. August 2011)
- Männerhort – Kabarettstück mit Klaus Eckel, Pepi Hopf, Olivier Lendl und Thomas Stipsits (Ausstrahlung am 1. September 2011)
- Gernot & Niavarani: Zwei Musterknaben (Österreichischer Kabarettpreis 2010) (Ausstrahlung am 8. und am 15. September 2011)
- Alfred Dorfer: bisjetzt (Ausstrahlung am 22. September 2011)

## Programm 2012
Das Programm für 2012 sah fünf Sendetage am Freitag vor:
- Michael Mittermeier: Achtung, Baby! (Ausstrahlung in zwei Teilen am 6. und 13. Juli 2012)
- Thomas Maurer: Out of the Dark (Ausstrahlung am 20. Juli 2012)
- Alfred Dorfer: fremd (Ausstrahlung am 24. August)
- Thomas Stipsits: Bauernschach – ein Winterthriller (Ausstrahlung am 31. August 2012)

## Programm 2013
Das Programm für 2013 sah zehn Sendetage am Dienstag vor:
- Lukas Resetarits: Unruhestand (Ausstrahlung in zwei Teilen am 2. und 9. Juli 2013)
- Eckel und Lainer: 99 (Ausstrahlung am 16. Juli 2013)
- Angelika Niedetzky: Marathon (Ausstrahlung am 23. Juli 2013)
- Andrea Händler: Naturtrüb (Ausstrahlung am 30. Juli 2013)
- Monika Gruber: Wenn ned jetzt, wann dann? (Ausstrahlung am 6. August 2013)
- Thomas Stipsits und Manuel Rubey: Triest (Ausstrahlung am 13. August 2013)
- Stermann und Grissemann: Stermann (Ausstrahlung am 20. August 2013)
- Gunkl: Verluste – Die großen Kränkungen der Menschheit (Ausstrahlung am 27. August 2013)
- Josef Hader, Michael Niavarani, Thomas Stipsits und Manuel Rubey: Quartett für einen Abend (Ausstrahlung am 3. September 2013)

## Programm 2014
Das Programm für 2014 sah neun Sendetage am Dienstag vor:
- Gernot Kulis: Kulisionen (Ausstrahlung in zwei Teilen am 15. und 22. Juli 2014)
- Roland Düringer: WIR – ein Umstand (Ausstrahlung am 29. Juli 2014)
- Josef Hader, Michael Niavarani, Thomas Stipsits und Manuel Rubey: Quartett für einen Abend (Ausstrahlung am 5. August 2014)
- Alex Kristan: Jetlag (Ausstrahlung am 12. August 2014)
- Wir Staatskünstler: Prolog + Epilog (Ausstrahlung am 19. August 2014)
- BlöZinger: Erich (Ausstrahlung am 26. August 2014)
- Gery Seidl: Gratuliere! (Ausstrahlung am 2. September 2014)
- Andreas Vitásek: Sekundenschlaf (Ausstrahlung am 9. September 2014)

## Programm 2015
Das Programm für 2015 sah neun Sendetage am Dienstag vor:
- Michael Mittermeier: Blackout (Ausstrahlung in zwei Teilen am 7. und 14. Juli 2015)
- Gery Seidl: Bitte. Danke (Ausstrahlung am 21. Juli 2015)
- Heilbutt & Rosen: Flotter Vierer (Ausstrahlung am 28. Juli 2015)
- Paul Pizzera: Sex, Drugs & Klei’n’kunst (Ausstrahlung am 4. August 2015)
- Christof Spörk: Edelschrott (Ausstrahlung am 11. August 2015)
- Severin Groebner: Servus Piefke (Ausstrahlung am 18. August 2015)
- Alf Poier: Backstage (Ausstrahlung am 25. August 2015)
- Klaus Eckel: Weltwundern (Ausstrahlung am 1. September 2015)

## Programm 2016
Das Programm für 2016 sah zehn Sendetage am Dienstag vor:
- Alfred Dorfer und Florian Scheuba: Ballverlust remixed (Ausstrahlung am 28. Juni 2016)
- 200 Jahre Hektiker (Ausstrahlung in zwei Teilen am 5. und 12. Juli 2016)
- Monica Weinzettl und Gerold Rudle: Kalte Platte (Ausstrahlung am 19. Juli 2016)
- Thomas Maurer: Neues Programm (Ausstrahlung am 26. Juli 2016)
- Paul Pizzera: Sex, Drugs und Klei’n’kunst (Ausstrahlung am 2. August 2016)
- Alf Poier: Backstage (Ausstrahlung am 23. August 2016)
- Lukas Resetarits: Schmäh (Ausstrahlung in zwei Teilen am 30. August und 6. September 2016)
- Josef Hader, Michael Niavarani, Thomas Stipsits und Manuel Rubey: Quartett für einen Abend (13. September 2016)[6]

## Programm 2017
Das Programm für 2017 sah neun Sendetage am Freitag vor:
- Michael Mittermeier: Wild (Ausstrahlung am 7. Juli 2017)
- Alex Kristan: Heimvorteil (Ausstrahlung am 14. Juli 2017)
- Josef Hader: Hader muss weg (Ausstrahlung in zwei Teilen am 21. und 28. Juli 2017)
- Viktor Gernot: Im Glashaus (Ausstrahlung  am 4. August 2017)
- Florian Scheuba: Bilanz mit Frisur (Ausstrahlung  am 11. August 2017)
- Otto Jaus: Fast fertig (Ausstrahlung am 18. August 2017)
- Thomas Maurer: Tolerator (Ausstrahlung am 25. August 2017)
- Thomas Stipsits und Manuel Rubey: Gott und Söhne (Ausstrahlung am 1. September 2017)

## Programm 2018
Das Programm für 2018 sah neun Sendetage am Freitag vor:
- Gery Seidl: Sonntagskinder (Ausstrahlung am 13. Juli 2018)
- Gernot Kulis: Kulisionen (Ausstrahlung in zwei Teilen am 20. und 27. Juli 2018)
- Clemens Maria Schreiner: Immer ich (Ausstrahlung am 3. August 2018)
- Comedy Hirten: In 80 Minuten um die Welt (Ausstrahlung am 10. August 2018)
- Alex Kristan: Jetlag (Ausstrahlung am 17. August 2018)
- Tricky Niki: PartnerTausch (Ausstrahlung am 24. August 2018)
- Lukas Resetarits: 70er – leben lassen (Ausstrahlung am 31. August 2018)
- Klaus Eckel: Zuerst die gute Nachricht (Ausstrahlung am 7. September 2018)

## Programm 2019
Das Programm für 2019 sah zehn Sendetage am Freitag vor:
- Alex Kristan: Lebhaft  (Ausstrahlung am 28. Juni 2019)
- Michael Mittermeier: Live! Club Special (Ausstrahlung am 5. Juli 2019)
- Thomas Maurer: Zukunft (Ausstrahlung am 12. Juli 2019)
- Thomas Stipsits: Stinatzer Delikatessen (Ausstrahlung am 19. Juli 2019)
- Klaus Eckel: Zuerst die gute Nachricht (Ausstrahlung am 26. Juli 2019)
- Pizzera & Jaus: Unerhört solide (Ausstrahlung am 2. August 2019)
- Florian Scheuba: Folgen Sie mir auffällig (Ausstrahlung am 9. August 2019)
- Tricky Niki: Hypochondria (Ausstrahlung am 16. August 2019)
- Andreas Vitásek: Austrophobia (Ausstrahlung am 23. August 2019)
- Peter Klien: Reporter ohne Grenzen (Ausstrahlung am 30. August 2019)

## Programm 2020
Das Programm für 2020 sah zunächst neun Sendetage am Freitag vor; nach Protesten über die rein männliche Besetzung wurde zusätzlich eine Sendung mit Kabarettistinnen angekündigt:
- Omar Sarsam: Herzalarm (Ausstrahlung am 3. Juli 2020)
- Die Hektiker: 200 Jahre (Ausstrahlung in zwei Teilen am 10. und 17. Juli 2020)
- Thomas Stipsits: Stinatzer Delikatessen (Ausstrahlung am 24. Juli 2020)
- Gery Seidl: Sonntagskinder (Ausstrahlung am 31. Juli 2020)
- Andreas Vitásek: Austrophobia (Ausstrahlung am 7. August 2020)
- Pratersterne Spezial – Die besten Kabarettistinnen (Ausstrahlung am 14. August 2020; unter anderem mit Angelika Niedetzky, Nadja Maleh, Stefanie Sargnagel, Aida Loos, Lisa Eckhart, Magda Leeb und RaDeschnig[11])
- Thomas Maurer: Tolerator (Ausstrahlung am 21. August 2020)
- Viktor Gernot: Im Glashaus (Ausstrahlung am 28. August 2020)
- Alex Kristan: Lebhaft (Ausstrahlung am 11. September 2020)

## Programm 2021
Das Programm für 2021 sah neun Sendetage am Freitag vor.
- Martina Schwarzmann: Gscheid gfreid (Ausstrahlung am 16. Juli 2021)
- Thomas Maurer: Woswasi (Ausstrahlung am 23. Juli)
- Monica Weinzettl und Gerold Rudle: Zum x-ten Mal (Ausstrahlung am 30. Juli 2021)
- Clemens Maria Schreiner: schwarz auf weiß (Ausstrahlung am 6. August 2021)
- Viktor Gernot: Best of (Ausstrahlung am 13. August 2021)
- Wir Staatskünstler: Jetzt erst recht (Ausstrahlung am 20. August 2021)
- Christoph Fritz: Das jüngste Gesicht (Ausstrahlung am 27. August 2021)
- Klaus Eckel, Omar Sarsam, Patrizia Wunderl: Gemischter Satz – Ein wortreicher Abend mit Eckel, Sarsam, Wunderl und Co (Ausstrahlung am 3. September 2021)

## Programm 2022
Das Programm für 2022 sah zehn Sendetage am Dienstag bzw. Freitag vor.
- Salzburger Stier 2022 – Die Eröffnungsgala (Ausstrahlung am 12. Juli 2022)
- Salzburger Stier 2022 – Der Preisträgerabend (Ausstrahlung am 19. Juli 2022)
- Severin Gröbner: Servus Piefke (Ausstrahlung am 26. Juli 2022)
- Caroline Athanasiadis: Tzatziki im 3/4-Takt (Ausstrahlung am 29. Juli 2022)
- Michael Mittermeier: Lucky Punch (Ausstrahlung am 5. August 2022)
- Stefan Haider: Free Jazz (Ausstrahlung am 9. August 2022)
- Malarina: Serben sterben langsam (Ausstrahlung am 12. August 2022)
- Manuel Rubey: Goldfisch (Ausstrahlung am 19. August 2022)
- Pratersterne Hochschaubahn (Ausstrahlung am 26. August 2022)
- Gernot Kulis: Herkulis (Ausstrahlung am 2. September 2022)

## Programm 2023
Das Programm für 2023 sah elf Sendetage am Freitag vor.
- Gery Seidl: Sonntagskinder (Ausstrahlung am 30. Juni 2023)
- Gemischter Satz – Die Kleinkunst an der frischen Luft (Ausstrahlung am 7. Juli 2023)
- Manuel Rubey: Goldfisch (Ausstrahlung am 14. Juli 2023)
- Caroline Athanasiadis: Tzatziki im 3/4-Takt (Ausstrahlung am 21. Juli 2023)
- Thomas Stipsits: Stinatzer Delikatessen (Ausstrahlung am 4. August 2023)
- Pizzera & Jaus: Wer nicht fühlen will muss hören 1 + 2 (Ausstrahlung am 11. August 2023)
- Benedikt Mitmannsgruber: Der seltsame Fall des Benedikt Mitmannsgruber (Ausstrahlung am 18. August 2023)
- Sonja Pikart: Ein Spatz, ein Wunsch, ein Volksaufstand (Ausstrahlung am 25. August 2023)
- Pratersterne Hochschaubahn mit Hosea Ratschiller, Viktor Gernot, Antonia Stabinger, Michael Bauer alias Heidelbeerhugo, David Scheid, Miss Allie, RaDeschnig, Dirk Stermann und Wiener Blond (Ausstrahlung am 1. September 2023)
- Thomas Maurer: Zeitgenosse aus Leidenschaft (Ausstrahlung am 8. September 2023)
- Gernot Kulis: Herkulis (Ausstrahlung am 15. September 2023)

## Programm 2024
Das Programm für 2024 sieht acht Sendetage am Freitag vor.
- Stipsits & Rubey: Gott und Söhne (Ausstrahlung am 28. Juni 2024)
- Kabarettstars unter Sternen: Andreas Vitásek & Friends – mit Christof Spörk, Eva Maria Marold, Thomas Stipsits, Lukas Resetarits und der Live-Band Die Doppeldecker (Ausstrahlung am 12. Juli 2024)
- Wir Staatskünstler: Alte Hunde – Neue Tricks (Ausstrahlung am 19. Juli 2024)
- Berni Wagner: Galapagos (Ausstrahlung am 16. August 2024)
- Clemens Maria Schreiner: Krisenfest (Ausstrahlung am 23. August 2024)
- Lydia Prenner-Kasper: Damenspitzerl (Ausstrahlung am 30. August 2024)
- Omar Sarsam: Sonderklasse (Ausstrahlung in zwei Teilen am 13. und 20. September 2024)